# Duits voetbalkampioenschap 1927/28
1927/28 was het 21ste Duitse voetbalkampioenschap ingericht door de DFB. De titel werd pas laat bekend. Dit kwam doordat het nationaal elftal in 1928 had deelgenomen aan de Olympische Spelen.
HSV won zijn tweede titel. De dominantie uit de regio Nürnberg-Fürth leek voorbij. Voor het eerst sinds 1914 kon geen team uit deze regio zich voor de eindronde plaatsen. Met Wacker en Bayern München namen voor het eerst twee teams uit München deel en beide bereikten de halve finale. Voor Bayern was het de tweede titel in Zuid-Duitsland en de club was titelfavoriet, maar verloor in de halve finale van HSV (2-8). Hertha BSC bereikte voor de derde opeenvolgende keer de finale en verloor ook voor de derde keer.

## Deelnemers aan de eindronde
| Club                              | Gekwalificeerd als                                       |
| --------------------------------- | -------------------------------------------------------- |
| VfB Königsberg                    | Kampioen Noordoost-Duitsland                             |
| Preußen Stettin                   | Vicekampioen Noordoost-Duitsland                         |
| Breslauer SC 08                   | Kampioen Zuidoost-Duitsland                              |
| Vereinigte Breslauer Sportfreunde | Vicekampioen Zuidoost-Duitsland                          |
| Hertha BSC                        | Kampioen Berlijn-Brandenburg                             |
| Tennis Borussia Berlin            | Vicekampioen Berlin-Brandenburg                          |
| Hallescher FC Wacker              | Kampioen Midden-Duitsland                                |
| Dresdner SC                       | Vicekampioen Midden-Duitsland                            |
| Hamburger SV                      | Kampioen Noord-Duitsland                                 |
| FC Holstein Kiel                  | Winnaar Noord-Duitse kwalificatie                        |
| SpVgg Sülz 07                     | Kampioen West-Duitsland                                  |
| Crefelder FC Preußen 1895         | Vicekampioen West-Duitsland                              |
| FC Schalke 04                     | Winnaar West-Duitse kwalificatie voor de derde deelnemer |
| FC Bayern München                 | Kampioen Zuid-Duitsland                                  |
| SG Eintracht Frankfurt            | Vicekampioen Zuid-Duitsland                              |
| FC Wacker München                 | Winnaar Zuid-Duitse kwalificatie voor de derde deelnemer |

## Eindronde

### 1/8ste finale
| Datum       | Teams                     | Teams | Teams                  | Uitslag             | Stadion                                   |
| 8 juli 1928 | Hamburger SV              | –     | FC Schalke 04          | 4:2 (2:0)           | Hamburg, Sportplatz Hoheluft              |
| 8 juli 1928 | Hallescher FC Wacker      | –     | FC Bayern München      | 0:3 (0:2)           | Halle (Saale), Platz des VfL 96           |
| 8 juli 1928 | SpVgg Sülz 07             | –     | Eintracht Frankfurt    | 3:1 (2:1)           | Keulen, Müngersdorfer Stadion             |
| 8 juli 1928 | Hertha BSC                | –     | Vgt. Breslauer Spfr.   | 7:0 (3:0)           | Berlijn, Platz des Charlottenburger SC    |
| 8 juli 1928 | Crefelder FC Preußen 1895 | –     | Tennis Borussia Berlin | 1:3 (1:3)           | Hamborn, Hamborner Stadion                |
| 8 juli 1928 | FC Wacker München         | –     | Dresdner SC            | 1:0 n.v. (0:0, 0:0) | München, Stadion an der Grünwalder Straße |
| 8 juli 1928 | Breslauer SC 08           | –     | VfB Königsberg         | 2:3 (2:1)           | Breslau, Platz von Schlesien Breslau      |
| 8 juli 1928 | Preußen Stettin           | –     | Holstein Kiel          | 1:4 (1:3)           | Stettin, Hans-Peltzer-Kampfbahn           |

### Kwartfinale
| Datum        | Teams                  | Teams | Teams             | Uitslag   | Stadion                                   |
| 12 juli 1928 | VfB Königsberg         | –     | Hamburger SV      | 0:4 (0:2) | Königsberg, Maraunenhof                   |
| 12 juli 1928 | FC Bayern München      | –     | SpVgg Sülz 07     | 5:2 (2:2) | München, Stadion an der Grünwalder Straße |
| 12 juli 1928 | Holstein Kiel          | –     | Hertha BSC        | 0:4 (0:2) | Kiel, Holstein-Platz                      |
| 12 juli 1928 | Tennis Borussia Berlin | –     | FC Wacker München | 1:4 (1:2) | Berlin, Platz am Gesundbrunnen            |

### Halve finale
| Datum        | Teams        | Teams | Teams             | Uitslag   | Stadion                      |
| 22 juli 1928 | Hamburger SV | –     | FC Bayern München | 8:2 (1:1) | Duisburg, Wedaustadion       |
| 22 juli 1928 | Hertha BSC   | –     | FC Wacker München | 2:1 (0:0) | Leipzig, Stadion Probstheida |

### Finale
| Datum        | Teams        | Teams | Teams      | Uitslag   | Stadion                  |
| 29 juli 1928 | Hamburger SV | –     | Hertha BSC | 5:2 (3:1) | Altona, Volksparkstadion |

In Altona speelde Hamburg bijna een thuiswedstrijd, destijds was Altona nog een Pruisische stad. Otto Harder maakte na zeven minuten het openingsdoelpunt en Hans Rave en Walter Kolzen dikten de score nog aan in de 17de en 20ste minuut. Willi Kirsei scoorde voor de hoofdstedelingen in de 24ste minuut en daarna werd er niet meer gescoord voor de rust. In de tweede helft liep HSV verder uit danzkij een doelpunt van Franz Horn in de 57ste minuut en opnieuw een van Kolzen in de 64ste minuut. Hertha maakte nog de 5-2 via Hans Grenzel, maar verloor wel al voor het derde jaar op rij de finale.

## Topschutters
|    | Speler          | Club              | Goals                   |
| -- | --------------- | ----------------- | ----------------------- |
| 1. | Otto Harder     | Hamburger SV      | 7 (in drie wedstrijden) |
| 2. | Hans Grenzel    | Hertha BSC        | 7 (in vier wedstrijden) |
| 3. | Josef Pöttinger | FC Bayern München | 5 (in drie wedstrijden) |
| 4. | Franz Horn      | Hamburger SV      | 5 (in vier wedstrijden) |
| 4. | Hans Rave       | Hamburger SV      | 5 (in vier wedstrijden) |